# Coeur de lion
Coeur de lion es una película del año 2008.

## Sinopsis
Un león diezma el ganado. Varias personas desaparecen. El miedo se instala en el poblado. Ante la pasividad del jefe, un joven pastor llamado Samba decide seguir él solo las huellas del león. Pero no todo el mundo sabe cazar un león y la fiera atrapa a Samba. A pesar de su valor, el león casi le puede. Por suerte, aparece un joven cazador y mata al león. Samba ha salvado la vida, pero no el honor. Quiere llevarse la cola del león al poblado, pero Tanko no se lo permite, el trofeo es suyo. Sin embargo, aunque el león haya muerto, sigue desapareciendo gente…

## Premios
- FESPACO 2009